# Rajdowe Samochodowe Mistrzostwa Polski 2019

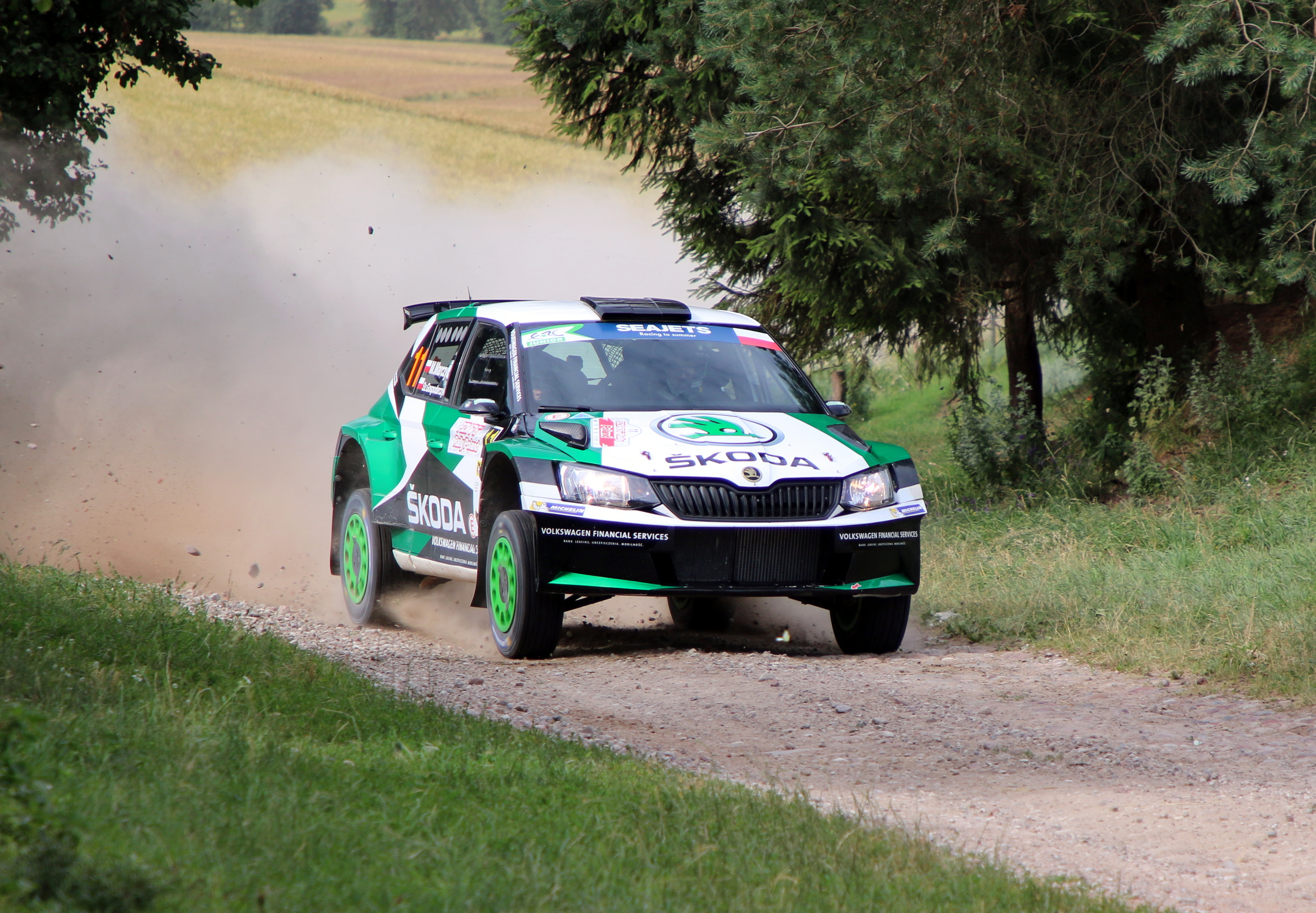
Mistrz Polski RSMP w sezonie 2019 Mikołaj Marczyk, podczas Rajdu Polski

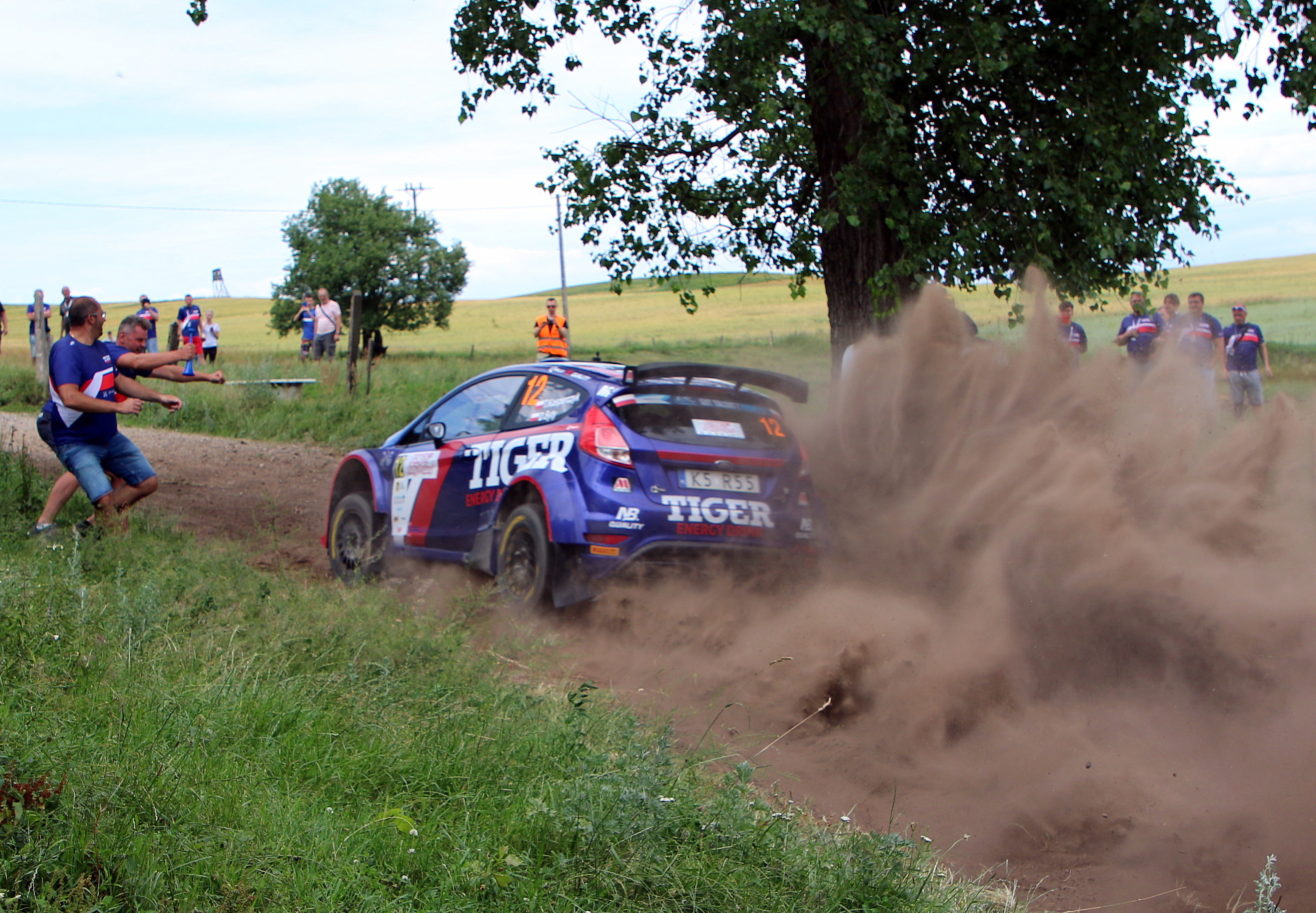
Wicemistrz Polski RSMP w sezonie 2019 Tomasz Kasperczyk, podczas Rajdu Polski

Rajdowe Samochodowe Mistrzostwa Polski 2019 to kolejny sezon rajdów samochodowych rozgrywanych w roku 2019, mających na celu wyłonienie najlepszego kierowcy wraz z pilotem na polskich drogach.
W sezonie tym podobnie jak w ubiegłym roku niektóre rajdy były punktowane podwójnie. Dotyczyło to trzech rajdów: Polskiego, Rzeszowskiego, Dolnośląskiego. Były to rajdy dwuetapowe, gdzie wszystkie zdobyte punkty były mnożone razy dwa plus dodatkowe punkty za odcinek specjalny – Power Stage (pozwoli to zawodnikowi na zdobycie 55 punktów w jednym rajdzie).
W sezonie 2019 mistrzem Polski został Mikołaj Marczyk, który wygrał trzy z siedmiu rund RSMP. Został tym samym najmłodszym mistrzem Polski w rajdach triumfując w klasyfikacji generalnej w wieku 23 lat. Drugie miejsce zajął Tomasz Kasperczyk wygrywając jedną eliminację, a trzecie Francuz Bryan Bouffier, który również wygrał jedną rundę mistrzostw.

## Kalendarz[4]
| Runda | Data                | Nazwa rajdu              | Baza rajdu     | Nawierzchnia | Zwycięzca         |
| ----- | ------------------- | ------------------------ | -------------- | ------------ | ----------------- |
| 1     | 26–28 kwietnia      | 47.Rajd Świdnicki KRAUSE | Świdnica       | Asfalt       | Mikołaj Marczyk   |
| 2     | 31 maja – 2 czerwca | 7. Rajd Nadwiślański     | Puławy         | Asfalt       | Tomasz Kasperczyk |
| 3     | 28–30 czerwca       | 76. Rajd Polski          | Mikołajki      | Szuter       | Łukasz Habaj      |
| 4     | 12–14 lipca         | 5. Rajd Elektreny        | Elektreny      | Szuter       | Mikołaj Marczyk   |
| 5     | 8–10 sierpnia       | 29. Rajd Rzeszowski      | Rzeszów        | Asfalt       | Grzegorz Grzyb    |
| 6     | 5–7 września        | 3. Rajd Śląska           | Chorzów        | Asfalt       | Mikołaj Marczyk   |
| 7     | 4–6 października    | 53. Rajd Dolnośląski     | Duszniki-Zdrój | Asfalt       | Bryan Bouffier    |

1. ↑  Zwycięzcą klasyfikacji generalnej 76 Rajdu Polski był Rosjanin Aleksiej Łukjaniuk, Łukasz Habaj w klasyfikacji generalnej zajął trzecie miejsce, a wygrał klasyfikację RSMP
2. ↑  Zwycięzcą klasyfikacji generalnej 5 Rajdu Elektreny był Litwin Vaidotas Žala, Mikołaj Marczyk w klasyfikacji generalnej zajął drugie miejsce, a wygrał klasyfikację RSMP

## Zgłoszeni kierowcy
Poniższa lista zgłoszeń obejmuje tylko zawodników jeżdżących samochodami najwyższej grupy R5 i RGT (klasa 2) oraz niektórych z klasy Open.
| Konstruktor | Samochód               | Kierowca            | Pilot               |
| ----------- | ---------------------- | ------------------- | ------------------- |
| Citroën     | Citroën C3 R5          | Łukasz Kotarba      | Tomasz Kotarba      |
| Fiat        | Abarth 124 Rally RGT   | Dariusz Poloński    | Łukasz Sitek        |
| Fiat        | Fiat Seicento Abarth   | Łukasz Habaj        | Wojciech Włodek     |
| Ford        | Ford Fiesta Proto      | Jakub Brzeziński    | Dariusz Burkat      |
| Ford        | Ford Fiesta Proto      | Piotr Parys         | Paweł Drahan        |
| Ford        | Ford Fiesta Proto      | Hubert Maj          | Magdalena Kisiel    |
| Ford        | Ford Fiesta Proto      | Łukasz Kabaciński   | Michał Kuśnierz     |
| Ford        | Ford Fiesta Proto      | Tomasz Kuciński     | Adam Mendoń         |
| Ford        | Ford Fiesta R5         | Tomasz Kasperczyk   | Damian Syty         |
| Ford        | Ford Fiesta R5         | Marcin Słobodzian   | Kamil Kozdroń       |
| Ford        | Ford Fiesta R5         | Jarosław Kołtun     | Ireneusz Pleskot    |
| Ford        | Ford Fiesta R5         | Sylwester Płachytka | Jacek Nowaczewski   |
| Ford        | Ford Fiesta R5         | Marcin Babraj       | Jakub Gerber        |
| Hyundai     | Hyundai i20 R5         | Łukasz Byśkiniewicz | Zbigniew Cieślar    |
| Hyundai     | Hyundai i20 R5         | Zbigniew Gabryś     | Artur Natkaniec     |
| Hyundai     | Hyundai i20 R5         | Zbigniew Gabryś     | Robert Hundla       |
| Hyundai     | Hyundai i20 R5         | Jacek Jurecki       | Michał Trela        |
| Hyundai     | Hyundai i20 R5         | Maciej Lubiak       | Tomasz Borko        |
| Hyundai     | Hyundai i20 R5         | Maciej Lubiak       | Michał Trela        |
| Hyundai     | Hyundai i20 R5         | Sebastian Frycz     | Maciej Wodniak      |
| Hyundai     | Hyundai i20 R5         | Martin Vlček        | Ondřej Krajča       |
| Hyundai     | Hyundai i20 R5         | Kacper Wróblewski   | Marcin Szeja        |
| Hyundai     | Hyundai i20 R5         | Kacper Wróblewski   | Jacek Spentany      |
| Hyundai     | Hyundai i20 R5         | Daniel Chwist       | Kamil Heller        |
| Hyundai     | Hyundai i20 R5         | Łukasz Byśkiniewicz | Zbigniew Cieślar    |
| Hyundai     | Hyundai i20 R5         | Bryan Bouffier      | Xavier Panseri      |
| Škoda       | Škoda Fabia R5         | Mikołaj Marczyk     | Szymon Gospodarczyk |
| Škoda       | Škoda Fabia R5         | Łukasz Habaj        | Daniel Dymurski     |
| Škoda       | Škoda Fabia R5         | Aron Domżała        | Jarosław Baran      |
| Škoda       | Škoda Fabia R5         | Sylwester Płachytka | Jacek Nowaczewski   |
| Škoda       | Škoda Fabia Proto      | Artur Rowiński      | Magdalena Tokarska  |
| Volkswagen  | Volkswagen Polo GTI R5 | Szymon Ruta         | Bartłomiej Boba     |

## Wyniki
| Runda | Nazwa Rajdu                                      | Podium  | Podium              | Podium         | Podium    |
| Runda | Nazwa Rajdu                                      | Miejsce | Kierowca            | Samochód       | Czas      |
| ----- | ------------------------------------------------ | ------- | ------------------- | -------------- | --------- |
| 1     | Rajd Świdnicki KRAUSE (26–28 kwietnia) — Wyniki  | 1       | Mikołaj Marczyk     | Škoda Fabia R5 | 1:05:45,0 |
| 1     | Rajd Świdnicki KRAUSE (26–28 kwietnia) — Wyniki  | 2       | Marcin Słobodzian   | Ford Fiesta R5 | +11,6     |
| 1     | Rajd Świdnicki KRAUSE (26–28 kwietnia) — Wyniki  | 3       | Tomasz Kasperczyk   | Ford Fiesta R5 | +37,5     |
|       |                                                  |         |                     |                |           |
| 2     | Rajd Nadwiślański (31 maja – 2 czerwca) — Wyniki | 1       | Tomasz Kasperczyk   | Ford Fiesta R5 | 1:00:46,7 |
| 2     | Rajd Nadwiślański (31 maja – 2 czerwca) — Wyniki | 2       | Mikołaj Marczyk     | Škoda Fabia R5 | +26,6     |
| 2     | Rajd Nadwiślański (31 maja – 2 czerwca) — Wyniki | 3       | Marcin Słobodzian   | Ford Fiesta R5 | +1:25,0   |
|       |                                                  |         |                     |                |           |
| 3     | Rajd Polski (28–30 czerwca) — Wyniki             | 1       | Łukasz Habaj        | Škoda Fabia R5 | 1:47:40,9 |
| 3     | Rajd Polski (28–30 czerwca) — Wyniki             | 2       | Aron Domżała        | Škoda Fabia R5 | +1:13,7   |
| 3     | Rajd Polski (28–30 czerwca) — Wyniki             | 3       | Tomasz Kasperczyk   | Ford Fiesta R5 | +2:10,6   |
|       |                                                  |         |                     |                |           |
| 4     | Rajd Elektreny (12–14 lipca) — Wyniki            | 1       | Mikołaj Marczyk     | Škoda Fabia R5 | 55:31,0   |
| 4     | Rajd Elektreny (12–14 lipca) — Wyniki            | 2       | Tomasz Kasperczyk   | Ford Fiesta R5 | +15,0     |
| 4     | Rajd Elektreny (12–14 lipca) — Wyniki            | 3       | Jarosław Kołtun     | Ford Fiesta R5 | +38,4     |
|       |                                                  |         |                     |                |           |
| 5     | Rajd Rzeszowski (8–10 sierpnia) — Wyniki         | 1       | Grzegorz Grzyb      | Škoda Fabia R5 | 1:39:18,3 |
| 5     | Rajd Rzeszowski (8–10 sierpnia) — Wyniki         | 2       | Mikołaj Marczyk     | Škoda Fabia R5 | +20,6     |
| 5     | Rajd Rzeszowski (8–10 sierpnia) — Wyniki         | 3       | Bryan Bouffier      | Hyundai i20 R5 | +58,5     |
|       |                                                  |         |                     |                |           |
| 6     | Rajd Śląska (5–7 września) — Wyniki              | 1       | Mikołaj Marczyk     | Škoda Fabia R5 | 59:41,3   |
| 6     | Rajd Śląska (5–7 września) — Wyniki              | 2       | Tomasz Kasperczyk   | Ford Fiesta R5 | +13,7     |
| 6     | Rajd Śląska (5–7 września) — Wyniki              | 3       | Sylwester Płachytka | Škoda Fabia R5 | +44,0     |
|       |                                                  |         |                     |                |           |
| 7     | Rajd Dolnośląski (4–6 października) — Wyniki     | 1       | Bryan Bouffier      | Hyundai i20 R5 | 2:01:46,5 |
| 7     | Rajd Dolnośląski (4–6 października) — Wyniki     | 2       | Sylwester Płachytka | Škoda Fabia R5 | +38,1     |
| 7     | Rajd Dolnośląski (4–6 października) — Wyniki     | 3       | Marcin Słobodzian   | Škoda Fabia R5 | +54,0     |
|       |                                                  |         |                     |                |           |

## Końcowa klasyfikacja generalna kierowców RSMP sezonu 2019[20]
Punkty otrzymuje 10 pierwszych zawodników, którzy ukończą rajd według klucza:
| Miejsce | 1  | 2  | 3  | 4  | 5  | 6 | 7 | 8 | 9 | 10 |
| Punkty  | 25 | 18 | 15 | 12 | 10 | 8 | 6 | 4 | 2 | 1  |

Wyjątkiem od powyższej punktacji są trzy rajdy rozgrywane w tym sezonie (tzw. dwuetapowe Rajd Polski, Rajd Rzeszowski i Rajd Dolnośląski), gdzie zgromadzony dorobek punktowy będzie mnożony razy dwa plus dodatkowo punkty zdobyte za ostatni odcinek specjalny zwany Power Stage, punktowany: za zwycięstwo – 5, drugie miejsce – 4, trzecie – 3, czwarte – 2 i piąte – 1 punkt.
| Miejsce | 1 | 2 | 3 | 4 | 5 |
| Punkty  | 5 | 4 | 3 | 2 | 1 |

W tabeli uwzględniono miejsce, które zajął zawodnik w poszczególnym rajdzie, a w indeksie górnym umieszczono miejsce uzyskane na ostatnim odcinku specjalnym tzw. Power Stage. Do klasyfikacji końcowej uwzględniano sześć z siedmiu najlepszych startów.
| Poz. | Kierowca            | Świdnicki | Nadwiślański | Polski | Elektreny | Rzeszowski | Śląska | Dolnośląski | Suma punktów |
| ---- | ------------------- | --------- | ------------ | ------ | --------- | ---------- | ------ | ----------- | ------------ |
| 1    | Mikołaj Marczyk     | 12        | 21           | 42     | 1         | 24         | 1      |             | 178          |
| 2    | Tomasz Kasperczyk   | 35        | 12           | 34     | 24        | 73         | 2      |             | 134          |
| 3    | Bryan Bouffier      |           |              |        |           | 31         |        | 1           | 90           |
| 4    | Sylwester Płachytka | 5         | 234          | NU     | 7         | 6          | 3      | 23          | 90           |
| 5    | Łukasz Kotarba      | 13        | 10           | 6      | 45        | 4          | 54     | 5           | 86           |
| 6    | Kacper Wróblewski   |           | 9            | 5      | NU        | 51         | 4      | 4           | 82           |
| 7    | Marcin Słobodzian   | 21        | 3            | NU     |           | NU         |        | 32          | 75           |
| 8    | Łukasz Habaj        |           |              | 1      |           |            | 23     |             | 55           |
| 9    | Łukasz Byśkiniewicz | 4         | 4            | 22     | 52        | NW         |        |             | 42           |
| 10   | Jarosław Kołtun     | 6         | 5            | NU     | 3         | NU         |        |             | 36           |
| 11   | Jakub Brzeziński    | 83        | NU           | 19     |           | 8          |        | 6           | 32           |
| 13   | Daniel Chwist       |           | 6            | 7      | NU        |            | 8      | NU          | 24           |
| 13   | Łukasz Kabaciński   | 16        | 7            | NU     | 8         | 13         | NU     | 7           | 22           |
| 14   | Maciej Lubiak       | 9         | 16           |        | 6         | 28         | 65     | NU          | 19           |
| 15   | Tomasz Zbroja       | 12        | 8            | 8      | NU        | 25         | 9      | NU          | 14           |
| 16   | Artur Rowiński      | NU        |              |        |           | 12         | 12     | 8           | 8            |
| 17   | Marek Nowak         |           | 14           | 9      | 9         | NU         | NU     | 10          | 8            |
| 18   | Szymon Cieślak      | NU        | 13           |        |           | 9          | 18     | 9           | 8            |
| 19   | Michał Pryczek      | 25        | NU           | 10     |           | 10         | NU     | 13          | 4            |
| 20   | Łukasz Lewandowski  | 19        | 15           | 12     | 10        | 11         | 16     | 14          | 1            |
| 21   | Marcin Babraj       |           |              |        |           | 15         | 10     |             | 1            |
| Poz. | Kierowca            | Świdnicki | Nadwiślański | Polski | Elektreny | Rzeszowski | Śląska | Dolnośląski | Suma punktów |

| Kolor     | Opis                   |
| --------- | ---------------------- |
| Złoty     | Zwycięzca              |
| Srebrny   | 2. miejsce             |
| Brązowy   | 3. miejsce             |
| Zielony   | Punktowane miejsce     |
| Niebieski | Ukończył nie punktował |
| Fioletowy | Nie ukończył NU        |
| Czarny    | Wykluczony X           |
| Biały     | Nie wystartował NW     |
| Puste     | Nie brał udziału       |

## Statystyki sezonu 2019[20]
Zwycięzcy odcinków specjalnych
| Lp. | Kierowca            | Liczba |
| --- | ------------------- | ------ |
| 1   | Mikołaj Marczyk     | 34     |
| 2   | Bryan Bouffier      | 12     |
| 3   | Tomasz Kasperczyk   | 11     |
| =   | Marcin Słobodzian   | 11     |
| 5   | Łukasz Habaj        | 9      |
| 6   | Grzegorz Grzyb      | 5      |
| 7   | Płachytka Sylwester | 4      |
| 8   | Kołtun Jarosław     | 1      |
| =   | Domżała Aron        | 1      |
| =   | Lubiak Maciej       | 1      |

Liderzy rajdu
| Lp. | Kierowca          | Liczba |
| --- | ----------------- | ------ |
| 1   | Mikołaj Marczyk   | 42     |
| 2   | Bryan Bouffier    | 18     |
| 3   | Łukasz Habaj      | 8      |
| =   | Grzegorz Grzyb    | 8      |
| 5   | Tomasz Kasperczyk | 7      |
| 6   | Marcin Słobodzian | 6      |

## Zwycięzcy klas, zespoły i kluby
W wykazach przedstawiających zwycięzców poszczególnych klas pogrubioną czcionką zaznaczono kierowców i pilotów, którzy zdobyli tytuły mistrza, wicemistrza i drugiego wicemistrza Polski.

### Klasyfikacja generalna 2WD[21]
| Miejsce | Kierowca           | Pilot          | Punkty |
| ------- | ------------------ | -------------- | ------ |
| 1       | Łukasz Lewandowski | Piotr Białowąs | 156    |
| 2       | Tomasz Zbroja      | Jakub Wróbel   | 150    |
| 3       | Szymon Cieślak     | –              | 141    |

### Klasyfikacja w klasie 2[22]
| Miejsce | Kierowca          | Pilot               | Punkty |
| ------- | ----------------- | ------------------- | ------ |
| 1       | Mikołaj Marczyk   | Szymon Gospodarczyk | 153    |
| 2       | Tomasz Kasperczyk | Damian Syty         | 118    |
| 3       | Łukasz Kotarba    | Tomasz Kotarba      | 86     |

### Klasyfikacja w klasie Open 4WD[23]
| Miejsce | Kierowca          | Pilot           | Punkty |
| ------- | ----------------- | --------------- | ------ |
| 1       | Jakub Brzeziński  | Dariusz Burkat  | 155    |
| 2       | Łukasz Kabaciński | Michał Kuśnierz | 128    |
| 3       | Marek Nowak       | Adam Grzelka    | 107    |

### Klasyfikacja w klasie HR2[24]
| Miejsce | Kierowca       | Pilot             | Punkty |
| ------- | -------------- | ----------------- | ------ |
| 1       | Michał Pryczek | Jacek Pryczek     | 175    |
| 2       | Paweł Grzywacz | Błażej Czekan     | 123    |
| 3       | Marek Gaciarz  | Arkadiusz Skorupa | 87     |

### Klasyfikacja w klasie 3[25]
| Miejsce | Kierowca          | Pilot             | Punkty |
| ------- | ----------------- | ----------------- | ------ |
| 1       | Tomasz Zbroja     | Jakub Wróbel      | 175    |
| 2       | Audronis Gulbinas | Vytis Pauliukonis | 75     |
| 3       | Jacek Michalski   | Maciej Skubij     | 66     |

### Klasyfikacja w klasie 4[26]
| Miejsce | Kierowca           | Pilot           | Punkty |
| ------- | ------------------ | --------------- | ------ |
| 1       | Łukasz Lewandowski | Piotr Białowąs  | 170    |
| 2       | Szymon Cieślak     | –               | 143    |
| 3       | Damian Łata        | Michał Majewski | 114    |

### Klasyfikacja w klasie Open 2WD[27]
| Miejsce | Kierowca          | Pilot          | Punkty |
| ------- | ----------------- | -------------- | ------ |
| 1       | Tomasz Pyra       | Agnieszka Pyra | 127    |
| 2       | Andrzej Borkowski | Michał Jurgała | 98     |
| 3       | Szymon Rusin      | Paweł Ferdek   | 62     |

### Klasyfikacja w klasie HR3[28]
| Miejsce | Kierowca     | Pilot        | Punkty |
| ------- | ------------ | ------------ | ------ |
| 1       | Jakub Żwirek | Paweł Daniec | 111    |

### Klasyfikacja w klasie HR5[29]
| Miejsce | Kierowca         | Pilot              | Punkty |
| ------- | ---------------- | ------------------ | ------ |
| 1       | Piotr Plata      | Karol Plata        | 125    |
| 2       | Henryk Sosnowski | Szymon Kozakiewicz | 65     |

### Klasyfikacja klubowa[30]
| Miejsce | Klub                    | Punkty |
| ------- | ----------------------- | ------ |
| 1       | Automobilklub Polski    | 677    |
| 2       | Automobilklub Krakowski | 353    |
| 3       | Automobilklub Śląski    | 317    |

### Klasyfikacja Zespołów Sponsorskich[31]
| Miejsce | Zespół                        | Punkty |
| ------- | ----------------------------- | ------ |
| 1       | Rallytechnology               | 257    |
| 2       | Skoda Polska Motosport        | 179    |
| 3       | Tiger Energy Drink Rally Team | 156    |

### Klasyfikacja Zespołów Producenckich[32]
| Miejsce | Zespół | Punkty |
| ------- | ------ | ------ |
| 1       | Skoda  | 200    |
| 2       | Subaru | 158    |